# Korg Triton
De Korg Triton is een digitale synthesizer en workstation die werd geproduceerd door Korg van 1999 tot 2007.
De Triton was verkrijgbaar in een aantal modellen met diverse upgrademogelijkheden. De Triton is een veelgebruikt instrument door artiesten en is te beluisteren in vele muziekproducties. De Triton gebruikt de HI Synthesis toongenerator van Korg en voegt sampling en sequencing toe aan de mogelijkheden.
Tijdens de NAMM Show in 2007 maakte Korg de opvolger bekend, dit was de Korg M3. De gehele lijn van Triton-synthesizers ging hierna uit productie.

## Geschiedenis
De Triton-lijn van synthesizers kan worden beschouwd als directe afstamming van de voorgaande Trinity-workstations. Deze lijken esthetisch en functioneel gezien veel op elkaar. De Trinity gebruikte eerder vergelijkbare benamingen, zoals Classic, Pro en Pro X.
De Triton heeft vele verbeteringen ten opzichte van de Trinity, zoals een verhoogde polyfonie van 62 noten, een arpeggiator, ingebouwde sampler, een sneller besturingssysteem en knoppen voor het beïnvloeden van klanken. Enkele elementen die zijn geschrapt in de Triton zijn audiosporen in de sequencer, een digitale invoer/uitvoer, en minder digitale filters. In latere modellen zijn deze tekortkomingen opgelost.

## Modellen

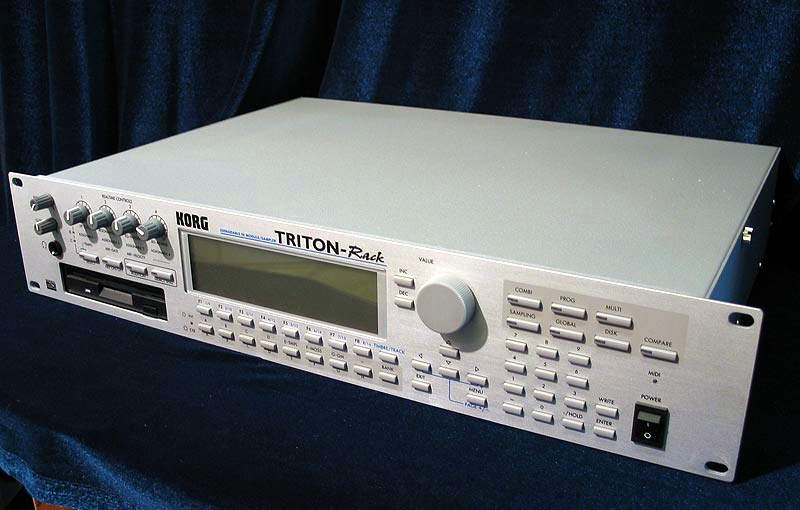
Korg Triton-Rack

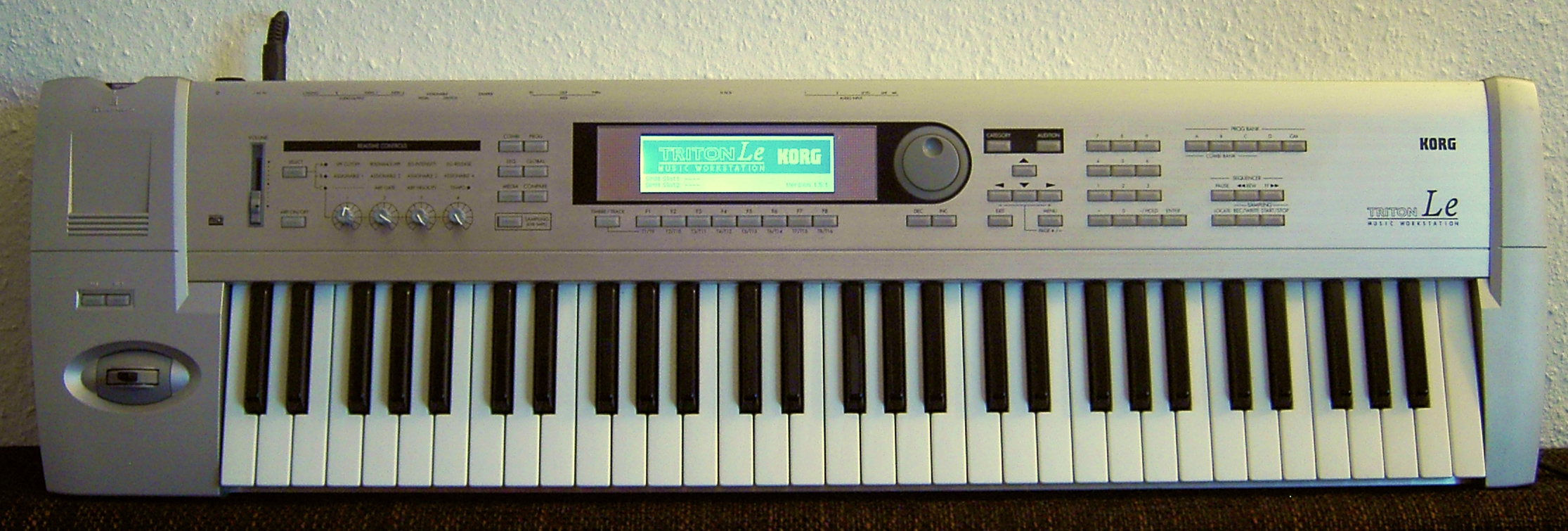
Korg Triton LE

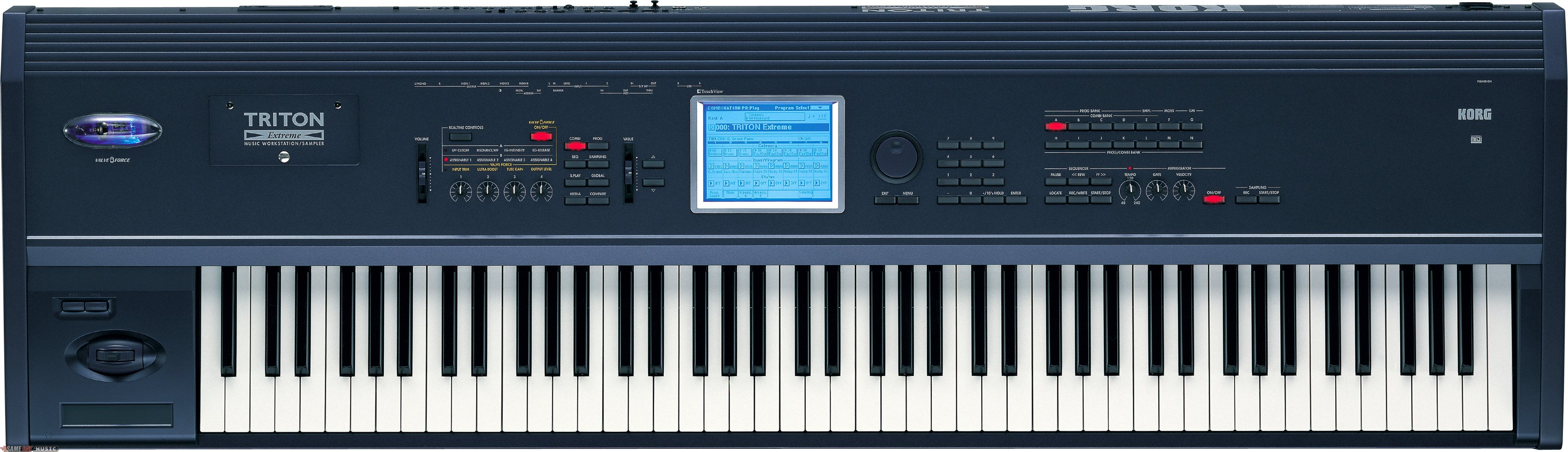
Korg Triton Extreme

- Classic

Alle Tritons zijn gebaseerd op de Classic, een synthesizer met 61-toetsen, die uitkwam in 1999. Uitbreidingsopties waren MOSS- en SCSI-kaarten, twee EXB-PCM klankkaarten en 64MB RAM-geheugen voor sampling.
- Pro en Pro X

Dit zijn respectievelijk de werkstations met 76 en 88 toetsen.
- Rack

De moduleversie van de Triton werd veel gebruikt in muziekstudio's vanwege de grote mogelijkheden in een kast van relatief klein formaat. Ondanks het gemis van een volledig klavier, heeft de Triton-Rack ruimte voor maximaal acht EXB-PCM klankkaarten. Daarbij heeft de Rack een ingebouwde S/PDIF digitale uitgang en ondersteuning voor een EXB-DI digitale interface of een EXB-mLAN kaart.
- Karma

Het KARMA-werkstation met 61 toetsen kwam uit in 2001 als een gespecialiseerd lid van de Triton-familie.
- Le

De Triton Le kwam uit in 2002 en is een uitgeklede versie van de oorspronkelijke Triton. De Le heeft een kleiner scherm gekregen en de ribbon-controller met diskettestation zijn geschrapt. Andere wijzigingen zijn een lichter en goedkoper klavier met uitgeklede effectensectie. Ondanks dat werd de Le toch een commercieel succes, vanwege de lagere prijs ten opzichte van de Triton Classic. Er zijn drie uitvoeringen van de Le met 61, 76 en 88 toetsen.
- Studio

De Studio uit 2002 heeft alle functies van de Classic Triton en voegt een ingebouwde S/PDIF digitale ingang/uitgang toe, een ingebouwde concertpiano uitbreidingskaart, en de mogelijkheid voor zeven andere EXB-PCM-kaarten. Ook kon er een harde schijf, cd-r/w station, en EXB-DI- of EXB-mLAN-opties aan de Studio worden toegevoegd.
- Extreme

In 2004 kwam de Extreme uit, met vergelijkbare functies als de Studio.
- TR

De Korg TR werd in 2006 uitgebracht. De TR is vergelijkbaar met de Triton Le, maar heeft een groter geheugen en meer standaardklanken. De TR heeft tevens een USB-aansluiting en een SD-geheugenkaart-sleuf gekregen.
- X50 en MicroX

Deze modellen kwamen in 2007 uit, en zijn ontworpen voor de budgetmarkt, met lichtere bouw en minder functies.

## Specificaties
| Model          | Jaar | Klank-geheugen (MB) | Mogelijkheden                                                          | Polyfonie   | Toetsen  |
| -------------- | ---- | ------------------- | ---------------------------------------------------------------------- | ----------- | -------- |
| Triton         | 1999 | 32                  | Sequencer, sampler                                                     | 62          | 61       |
| Triton-Rack    | 2000 | 32                  | Sequencer                                                              | 60          | -        |
| KARMA          | 2001 | 32                  | Sequencer, KARMA                                                       | 62          | 61       |
| Triton Le      | 2002 | 32                  | Sequencer 16-sporen MIDI, sampler (optioneel)                          | 62          | 61/76    |
| Triton Le 88   | 2002 | 32 + 16 (pianobank) | Sequencer 16-sporen MIDI, sampler (optioneel)                          | 62          | 88       |
| Triton Studio  | 2002 | 32 + 16 (pianobank) | Sequencer, S/PDIF, cd-rom, hdd optie                                   | 60+2 banken | 61/76/88 |
| Triton Extreme | 2004 | 160                 | Sequencer, Valve Force circuit, USB MIDI link, CF kaartsleuf, sampler  | 60+2 banken | 61/76/88 |
| TR 61/76/88    | 2006 | 64                  | Sequencer, USB MIDI link, SD kaartsleuf, 64MB PCM, sampler (optioneel) | 62          | 61/76/88 |
| MicroX         | 2007 | 64                  | USB MIDI link, 64MB PCM: 32MB Triton Classic + 32MB uniek, VST plug-in | 62          | 25       |
| X50            | 2007 | 64                  | USB MIDI link, 64MB PCM: zelfde als de TR, VST plug-in                 | 62          | 61       |

## Bekende artiesten
Artiesten die de Korg Triton hebben gebruikt zijn onder andere:
- Brian Eno
- Christina Aguilera
- Coldplay
- Craig David
- Danja
- Enigma
- Jan Hammer
- Jens Gad
- Jordan Rudess
- Lady Gaga
- Milk Inc
- Moby
- P!nk
- Paul Oakenfold
- Peter Gabriel
- Phil Collins
- Rick Wakeman
- Roger Hodgson
- Timbaland
- Trent Reznor
- Tuomas Holopainen
- Yanni

## Softwareversie
In december 2019 bracht Korg een softwareversie uit van de Triton. De recreatie is gebaseerd op een emulatie van de HI-Synthesis-engine en bevat alle oorspronkelijke klanken uit de Triton plus alle EXB-PCM uitbreidingskaarten. In totaal zijn er ruim 4000 klanken aanwezig en men beschikt als extra functie over een arpeggiator.